# K-12
K-12 – zaprojektowany przez Konstantina Kalinina prototypowy, radziecki samolot bombowy zbudowany w układzie zbliżonym do latającego skrzydła.

## Historia
K-12 został zaprojektowany przez Konstantina Kalinina w 1934 roku. Samolot powstał w nietypowym jak na współczesne mu czasy układzie konstrukcyjnym. Kalinin zaprojektował maszynę w układzie bezogonowym, bardzo zbliżonym do latającego skrzydła. Samolot posiadał skrzydła o trapezowym obrysie, na końcu których znajdowały się pionowe stery kierunku. Konstrukcja samolotu była spawana ze stalowych rur i pokryta płótnem. Krótki kadłub mieścił trzyosobową załogę oraz komorę bombową mogącą pomieścić 500 kg bomb. Z przodu i z tyłu kadłuba umieszczono wieżyczki strzeleckie. Samolot wyposażono w chowane podwozie z tylnym kółkiem ogonowym. Maszyna napędzana była dwoma gwiazdowymi silnikami M-22, będącymi licencyjnymi wersjami brytyjskich jednostek Bristol Jupiter. Ukończony prototyp wzniósł się do swojego pierwszego lotu w lipcu 1936 roku. Za sterami maszyny podczas jej oblotu siedział pilot W.O. Borisow. Nietypowa konstrukcja sprawiała kłopoty: stery kierunku samolotu nie były wystarczająco efektywne przy małych prędkościach lotu, szwankowała stabilność bombowca w locie. Aby zaradzić problemom, przebudowano prototyp, montując w osiach za silnikami podwójne usterzenie pionowe. Tak zmodernizowany samolot został zarekomendowany do produkcji. W międzyczasie, 18 sierpnia 1937 roku, maszyna wzięła udział w paradzie lotniczej w Tuszynie z okazji święta lotnictwa. Dalsze losy samolotu nie zależały już od jego możliwości. W 1938 roku NKWD aresztowało Kalinina, który jeszcze w tym samym roku został rozstrzelany w woroneskim więzieniu. Radzieckie kierownictwo przemysłu lotniczego przerwało montaż dziesięciu znajdujących się w produkcji samolotów, a prototyp K-12 został rozebrany na części.